# 미진 (의학)
미진(微震, tremor)은 근육의 수축과 이완이 반복되어 발생하는 불수의 리듬 운동으로, 하나 이상의 신체 부위의 신경의 진동을 수반한다. 손, 팔, 눈, 얼굴, 머리, 성대, 몸통, 다리에 영향을 줄 수 있으며, 대부분의 미진은 손에서 발생하는 수전증이다. 매우 흔한 미진으로는 이가 맞부딪치며 나는 일이며 보통 추운 날씨나 공포에 의하여 일어난다.

## 같이 보기
- 수전증